# Lois Zimmermann
Lois Zimmermann (* 7. Juli 1892 in Uhrissen, jetzt Orasín; † 11. April 1932 Komotau) war ein deutscher Zeichner, Graphiker und Maler.

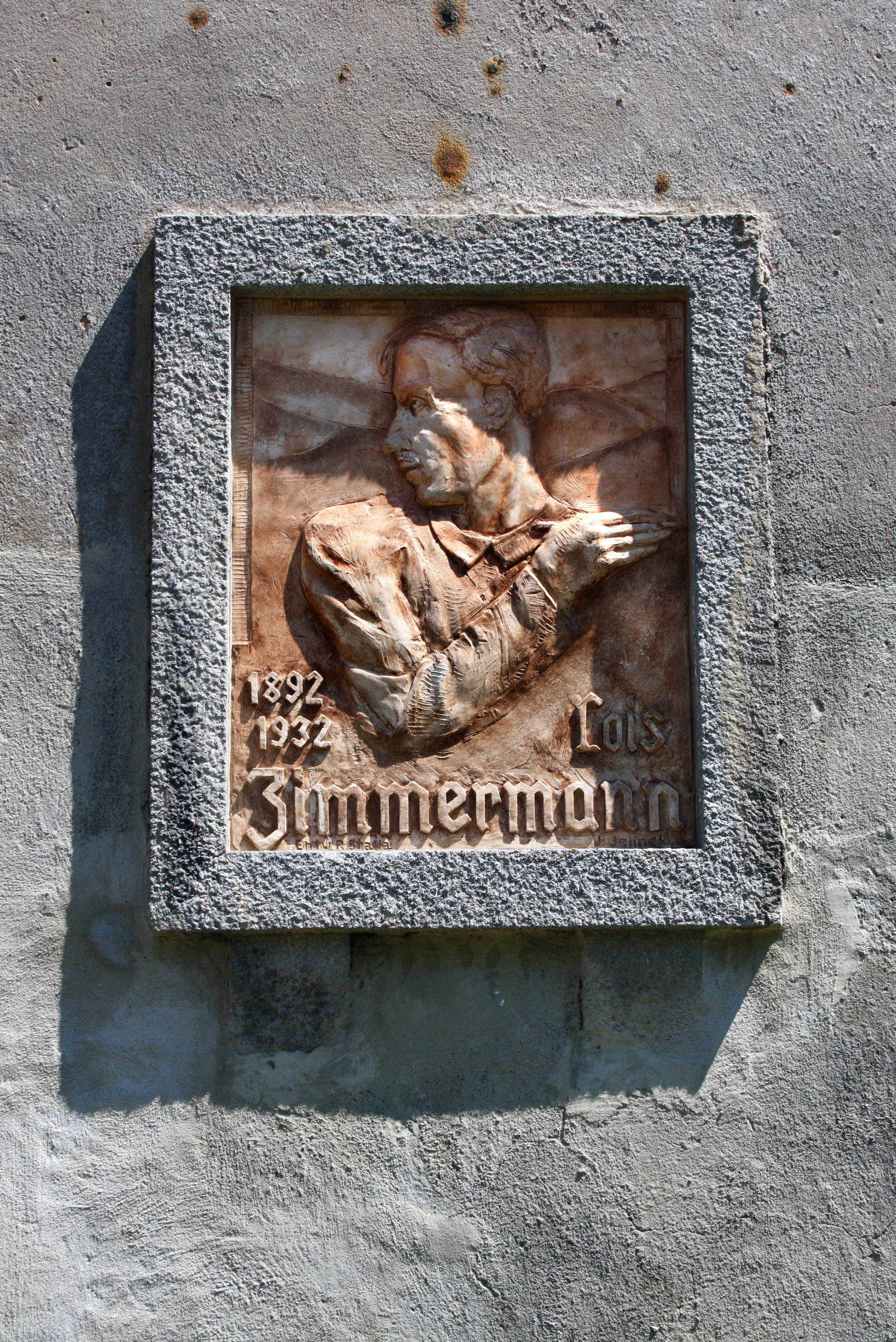
Tafel am Geburtshaus in Uhrissen

## Leben
Lois Zimmermann wurde in Uhrissen in Haus-Nummer 18 geboren. Während seiner Schulzeit in der Volksschule in Göttersdorf machte er mit seinem zeichnerischen Talent auf sich aufmerksam. Bei der sich anschließenden zweieinhalbjährige Lehre beim Malermeister Oskar Nestler in Komotau erlernte er den Beruf eines Dekorationsmalers. Im Anschluss begann er ein dreijähriges Studium an der Kunstgewerbeschule in Gablonz. Durch seine Begabung erhielt er mehrere Auszeichnungen der Einrichtung. Bis zum Ersten Weltkrieg arbeitete er in der Glasfabrik Schindler in Simmersdorf bei Iglau als Graphiker. Es folgte die Einberufung zum Kriegsdienst zum Landwehrinfanterieregiment Nr. 10 in Jungbunzlau. Während des Einsatzes an der Ostfront wurde er an der linken Hand verletzt und später am linken Bein. Somit verbrachte er zwei Jahre in Militärlazaretts und war abschließend im Militärspital zu Pardubitz in Böhmen. Während dieser Zeit malte er die Geschehnisse in den Lazaretten und verarbeitete somit seine Kriegserlebnisse. Federzeichnungen mit dem Titel Genug, Genug sind noch erhalten.
Nach Kriegsende kehrte er in seinen Heimatort zurück und widmete sich ausschließlich der Kunstmalerei. Er schuf erzgebirgische Heimatbilder, als Aquarell, Ölbild oder Kupferstiche. Schnell wurde seine künstlerische Begabung bekannt und es ermöglichte ihm Reisen zu Studienzwecken an die Kunstgewerbeschulen nach München und Dresden zu unternehmen. Im Jahr 1920 zeigte er bei einem Heimatfest zusammen mit seinem Freund Gustav Zindel von Rodenau seine Werke mit großem Erfolg. In den weiteren Jahren stellte er in den Stadtmuseen Bunzlau und Komotau seine Bilder aus. Seine große Verbundenheit mit der erzgebirgischen Landschaft ließ ihn zu einem beliebten Künstler in seiner Heimat werden. Durch seine Kriegsverletzungen bedingt verstarb er im frühen Alter von knapp vierzig Jahren im Krankenhaus in Komotau. Noch im Mai 1932 wurden seine Bilder in Form einer Gedächtnisausstellung in Komotau gezeigt und dokumentiert. Er erhielt ein Ehrengrab auf dem Göttersdorfer Friedhof, welches um 1980 eingeebnet wurde. Im Jahr 2007 fand im Regionalmuseum in Chomutov eine Sonderausstellung zum 75. Todestag Zimmermanns statt. Zwei Jahre später wurde am ehemaligen Gasthausgebäude die bereits im Jahr 1934 angebrachte Gedenktafel, ein Bronzerelief mit dem Abbild des Künstlers vom sudetendeutschen Bildhauer Rudolf Stalla aus Komotau, erneuert, da diese nach 1945 entfernt worden war.